# Ženský fotbal

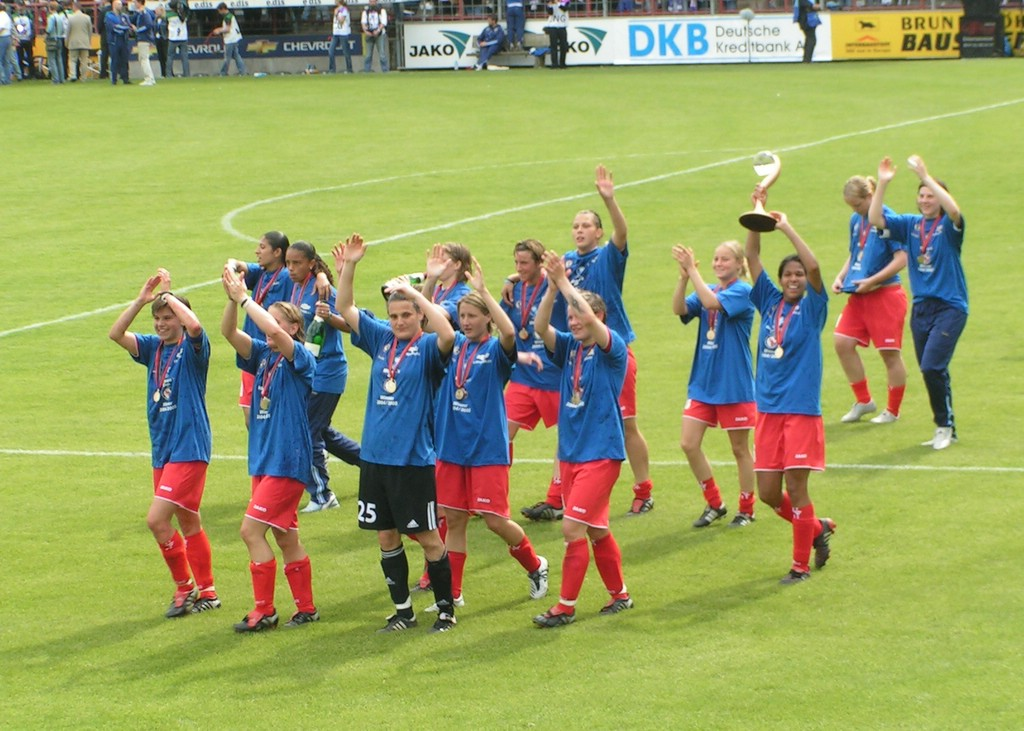
Finále UEFA Ligy mistrů žen 2005 v Postupimi

Ženský fotbal je týmový fotbalový sport hraný výhradně ženami. V řadě zemí světa se hraje na profesionální úrovni a národní týmy se účastní i mezinárodních soutěží.

## Historie
První zmínka o ženském fotbale se objevila ve Francii už ve 12. století, kdy se ženy účastnily lidových her s míčem. Fotbal podobný tomu dnešnímu byl v ženském podání zaznamenán v 18. století ve Skotsku. První oficiální zápas byl odehrán v roce 1892 v Glasgow.

### Počátky ženského fotbalu v Evropě

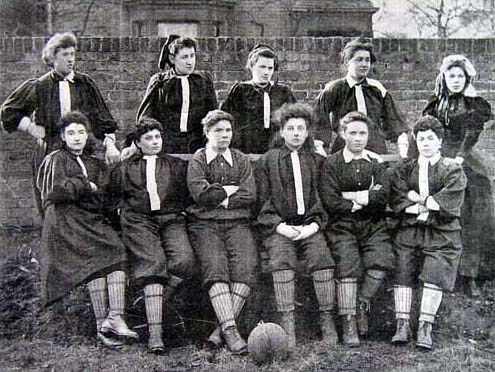
Fotbalistky v Londýně roku 1895

Na britských ostrovech, kde ženský fotbal začal, vznikl i první evropský ženský fotbalový klub. V roce 1894 v Anglii založila Nettie Honeyballová první fotbalový klub pro ženy nazvaný British Ladies' Football Club. Za první světové války musely ženy zastoupit muže v těžkém průmyslu a začaly se ve větší míře věnovat i fotbalu. Pro zaměstnankyně zbrojařských továren vznikl The Munitionettes' Cup: uskutečnily se dva ročníky. V roce 1917 byl založen tým Dick, Kerr’s Ladies z Prestonu, který v dubnu 1920 sehrál historicky první mezistátní zápas s Francií a zvítězil 2:0. Popularita ženského fotbalu rostla, na zápasy chodilo až padesát tisíc diváků.

### Pád a nový vzestup

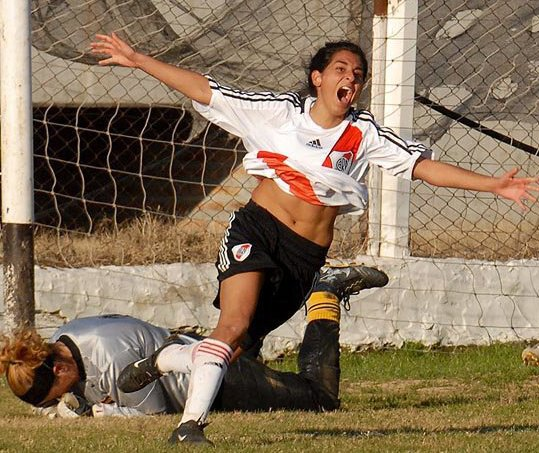
Úspěšná střelkyně

Po roce 1921 však Anglická fotbalová asociace zakázala ženám trénovat a hrát na fotbalových stadionech, takže byly donuceny hledat útočiště v parcích či ragbyových stadionech. Ženský fotbal však nezanikl, například v letech 1937 až 1939 se konal turnaj nazvaný Championship of Great Britain and the World. V roce 1969 byla založena ženská fotbalová asociace Woman’s FA, byl zrušen zákaz vstupu na fotbalové stadiony a roku 1971 se hrál poprvé FA Women's Cup. Téhož roku vyzvala UEFA své členské asociace, aby převzaly záštitu nad ženským fotbalem ve svých zemích.
V sedmdesátých letech v Itálii mohly první ženy hrát profesionální kopanou, ačkoliv na poloviční úvazek. Ženský fotbal se začal rozvíjet v USA od sedmdesátých let jako součást školního tělocviku (v roce 1972 vyšel zákon, který stanovil, že v rámci rovnosti pohlaví má být ženský studentský sport finančně podporován stejně jako mužský). Díky tomu se Američanky staly velmocí v tomto sportu (dvojnásobné mistryně světa, čtyřnásobné olympijské vítězky). První plně profesionální ženská liga L.League vznikla v Japonsku roku 1989.
V roce 1984 se uskutečnilo první mistrovství Evropy ve fotbale žen, roku 1991 první mistrovství světa ve fotbale žen, téhož roku první Copa América Femenina a první mistrovství Afriky ve fotbale žen a v roce 1996 byl ženský fotbal zařazen na program olympiády. Nejvyšší klubová soutěž Liga mistryň UEFA se hraje od roku 2001. Roku 2002 vzniklo Mistrovství světa ve fotbale žen do 20 let. Dalšími významnými soutěžemi jsou Turnaj čtyř národů v Číně a Algarve Cup v Portugalsku. V březnu 2015 evidovala FIFA 177 zemí, kde se hraje ženský fotbal. O popularitě ženského fotbalu svědčí průměrná návštěvnost na Mistrovství světa ve fotbale žen 2011 v Německu, která překročila 26 000 na zápas. Na evropském kontinentu bylo roku 2014 napočítáno přes 1,2 milionu registrovaných fotbalistek.
V roce 2000 udělila FIFA cenu pro nejlepší fotbalistku 20. století. Získaly ji dohromady Američanka Michelle Akersová a Číňanka Sun Wen. Další Američanka Abby Wambachová vstřelila v kariéře rekordních 182 branek.

## Český ženský fotbal

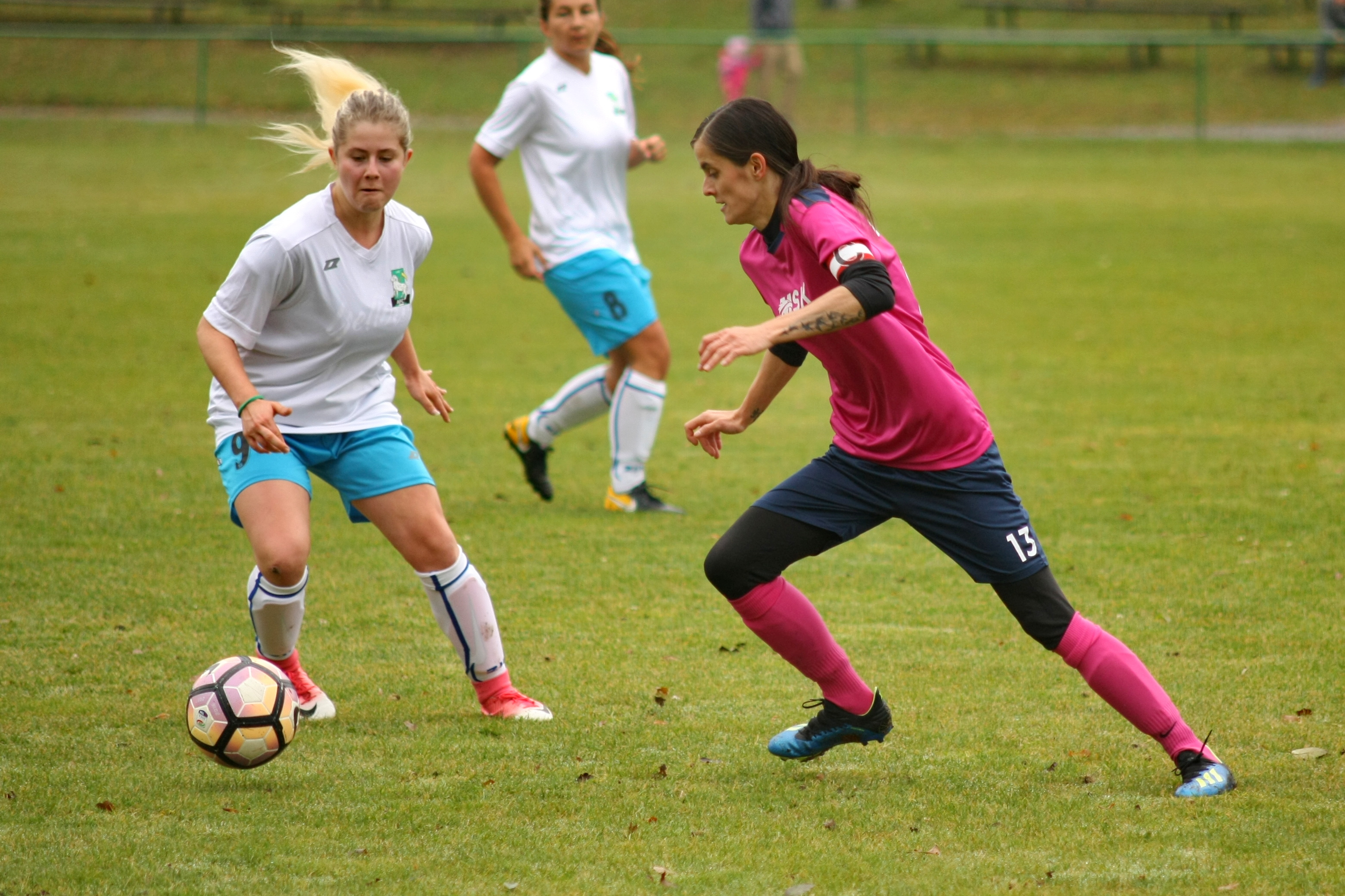
Hráčky AFC Veřovice a MSK Orlová při zápase v Moravskoslezské divizi žen 2018/2019

Z roku 1939 pochází zmínka o ženském týmu ŽESKA v Braníku. Roku 1966 byl založen turnaj O srdce Mladého světa s mezinárodní účastí, roku 1971 vznikl Svaz dívčí kopané a začala se hrát česká nejvyšší soutěž, Československá ženská fotbalová reprezentace sehrála první oficiální zápas 14. dubna 1985 a remizovala v něm s Maďarskem 2:2. Od roku 1993 existuje česká ženská fotbalová reprezentace, která je v srpnu 2022 klasifikována na 28. místě světového žebříčku, na mistrovství světa ani Evropy se jí dosud nepodařilo postoupit. Systém ženských fotbalových soutěží v České republice má tři úrovně: první ligu hraje osm týmů, pod ní je druhá liga a čtyři divize.

## Dresy
Ženy hrají stejně jako muži v tričkách, trenýrkách a štulpnách. V roce 2004 navrhl Sepp Blatter, že by fotbalistky mohly přilákat víc diváků, kdyby nosily přiléhavější oblečení, jeho výrok byl označen za projev sexismu. V roce 2008 vzbudily pozornost hráčky nizozemského týmu FC de Rakt, když nastoupily v sukních, jaké nosí pozemní hokejistky.
V roce 2014 povolila FIFA hráčkám z islámských zemí nosit při zápase hidžáb.